# Luis Alejandro Ratti
Pour les articles homonymes, voir Ratti.
Luis Alejandro Ratti, né le 16 octobre 1978, est un homme d'affaires et homme politique vénézuélien.

## Biographie
Homme d'affaires né le 16 octobre 1978 à Maracay, il y dirige une librairie et une papeterie. Il est également engagé dans l'Église évangélique.
Il commence sa carrière politique au Mouvement vers le socialisme, en étant membre de la branche jeunesse du parti. Alors que son parti se divise, il soutient la candidature d'Hugo Chávez en 1998. Podemos fait ainsi scission du MAS. Candidat aux élections législatives vénézuéliennes de 2010, il ne parvient pas à se faire élire.
Candidat à l'élection présidentielle vénézuélienne de 2018, il se retire pour soutenir la candidature d'Henri Falcón,, après avoir envisagé un temps de se rallier à Javier Bertucci.
Se présentant comme un opposant, il soutient le régime chaviste en appelant à des poursuites judiciaires et à déclarer inéligible la chef de file de l'opposition María Corina Machado. Il demande également l'invalidation de la Primaire présidentielle vénézuélienne de la Plateforme unitaire de 2023. Il est de nouveau candidat à l'élection présidentielle vénézuélienne de 2024, mais retire sa candidature.